# Johan Thyrén

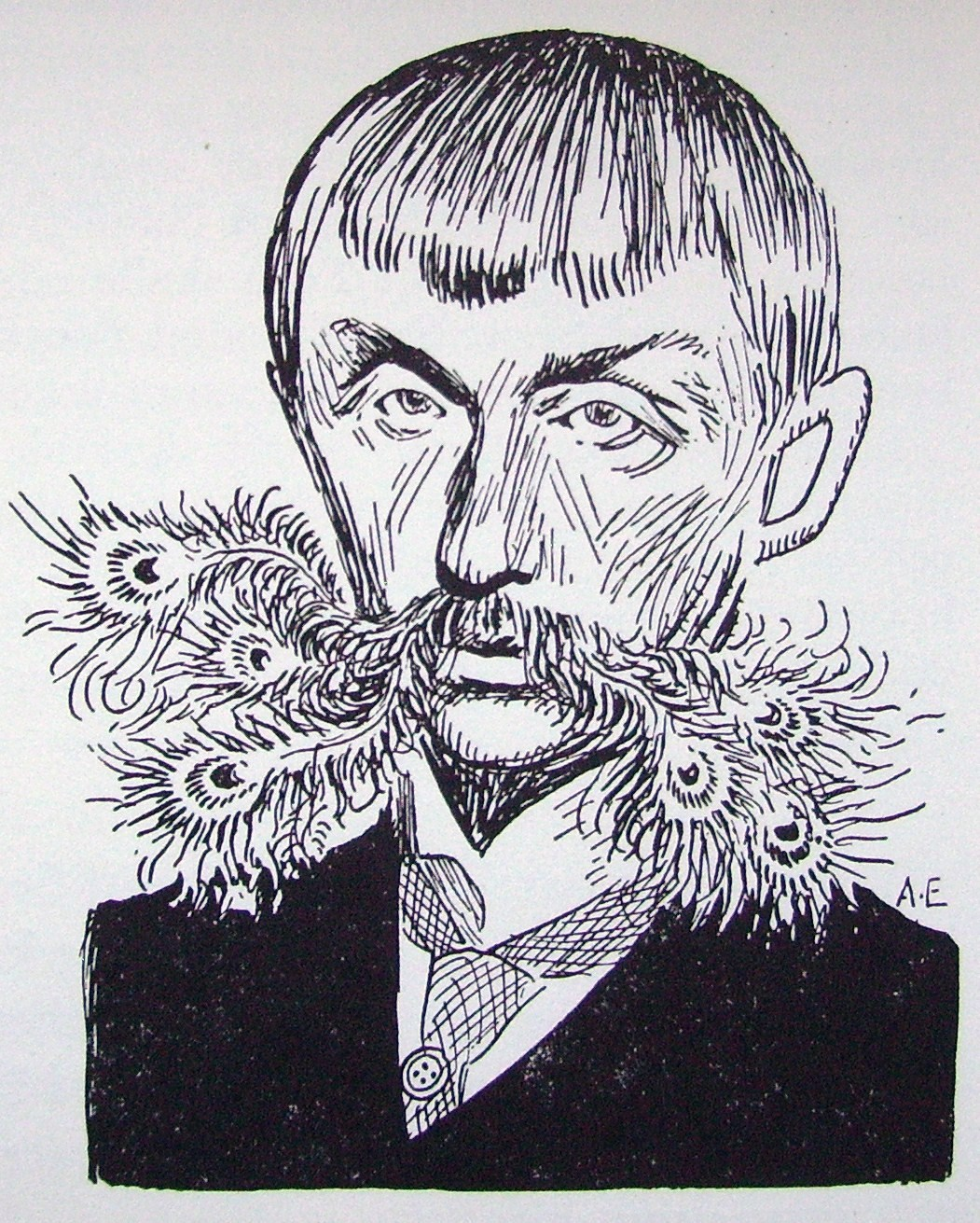
Johan Thyrén karikerad av Albert Engström.

Johan Carl Wilhelm Thyrén (i riksdagen kallad Thyrén i Lund), född 6 april 1861 i Lund, död där 4 maj 1933, var en svensk universitetslärare, filosof, historiker, politiker och jurist. Han var riksdagsledamot i andra kammaren 1909–1911, i första kammaren 1912–1917, justitieminister 1926–1928 och rektor för Lunds universitet 1916–1926. 

## Biografi
Thyrén, som var son till kyrkoherden Hans Thyrén och Anna Maria Helena Schlyter, avlade mogenhetsexamen i Lund 1878 och studerade sedan vid Lunds universitet, där han 1883 promoverades till filosofie doktor. Han blev docent samma år i teoretisk filosofi och 1886 i historia. Åren 1888–1893 var han föreståndare för den teoretiska provårskursen vid allmänna läroverket i Lund, drev samtidigt juridiska studier, avlade 1892 juris kandidatexamen och utnämndes efter praktisk domartjänstgöring till extra ordinarie professor i romersk rätt och rättshistoria vid Lunds universitet 1894. 
År 1896 utnämndes Thyrén till professor i straffrätt och juridisk encyklopedi vid Lunds universitet. Han blev juris hedersdoktor i Lund 1900, i Oslo 1911. År 1920 invaldes han som ledamot nummer 783 av Kungliga Vetenskapsakademien. Han var riksdagsledamot 1909–1917 och rektor för Lunds universitet 1916–1926. Han tog 1926 avsked från professuren och inträdde 7 juni samma år som justitieminister i C.G. Ekmans ministär, och avgick med regeringen Ekman 1928. 
År 1909 fick han av regeringen uppdraget att utreda bestämmelserna rörande bötesförvandlingsstraffen. Det resulterade i skrifterna Principerna för en strafflagsreform, 3 vol. (1910–14), och Förberedande utkast till strafflagens allmänna del med kortfattade motiv (1916). Där finns ett utkast till kapitlet om brott mot kroppslig okränkbarhet (1917). 
Stort inflytande på Thyrén hade, förutom morfadern Carl Johan Schlyter, hans hans samarbete med Johan Jacob Borelius. Thyrén framkommer som mogen begreppsanalytiker redan i tidiga skrifter. Hans verklige lärofader inom straffrätten var Franz von Liszt, som grundade den så kallade moderna eller sociologiska skolan. Straffets huvudsyfte enligt Thyrén var att neutralisera den brottsliges samhällsfarliga vilja, antingen genom avskräckning, förbättring eller oskadliggörande. Sina idéer framförde han i det mycket berömda verket Principen för en strafflagsreform. Han kallades ”Trollkarlen från Lund” då han var mycket kunnig inom flera områden. Vid sidan av vetenskapen var han en duktig sportsman och musiker.
Vid sidan av juristarbetet och sin lärarverksamhet var Thyrén också en betydande politiker. Han tillhörde riksdagen där han var ledamot av andra kammaren 1909–1911 för Lunds stads valkrets, och var därefter ledamot av första kammaren från 1912 till den 22 januari 1917 för Uppsala läns valkrets. Ideologimässigt intog han en självständig, utanför partiorganisationerna vald ståndpunkt, trots det efter proportionsvalens införande alltmera genomförda partiväsendet. Han anslöt sig aldrig heller till något riksdagsparti, utan betecknade sig vid riksdagarna 1909 som vänstervilde, 1910–1914 som högervilde, 1915 som vilde och 1916–1917 åter som högervilde.
Han införde en ny arvslag, lagar om kollektivavtal och arbetsdomstol – detta skarpt kritiserat av socialdemokraterna. Ett flertal smärre, delvis mycket uppmärksammade, politiska skrifter har också flutit ur hans penna. År 1916 valdes han till Lunds universitets rektor och gjorde då ett uppehåll i den aktiva politiken.
Thyrén var ordförande i Lunds studentkår två gånger, 1889 och 1891. Han förekommer, i lätt parodierad form, under namnet ”Professor Borén” i Fritiof Nilsson Piratens lundaroman Tre terminer (1943). Johan Thyrén är begravd på Sankt Peters Klosters kyrkogård i Lund.